# Krzywizna (przystanek kolejowy)
Krzywizna – przystanek kolejowy w Krzywiźnie, w województwie opolskim, w Polsce. Według klasyfikacji PKP ma kategorię dworca lokalnego.

## Ruch pasażerski
| Rok  | Wymiana pasażerska na dobę |
| ---- | -------------------------- |
| 2017 | 0-9                        |
| 2022 | 10-19                      |